# Ephies philippensis
Ephies philippensis là một loài bọ cánh cứng trong họ Cerambycidae.